# 仮面ライダーZO
- 仮面ライダーシリーズ > 仮面ライダーZO
- 東映スーパーヒーローフェア > 仮面ライダーZO

『仮面ライダーZO』（かめんライダーゼットオー）は、東映スーパーヒーローフェアの一作として1993年4月17日に公開された特撮映画。および、それに登場するヒーローの名称。
同時上映は『劇場版 五星戦隊ダイレンジャー』『特捜ロボ ジャンパーソン 母よ、永遠に! 愛と炎の電脳手術室』。

## 概要
仮面ライダー誕生20周年記念作品。仮面ライダーシリーズ初の劇場用オリジナル作品であり、東映とバンダイが提携した初の作品でもある。
タイトルについては、バンダイが提示した初期タイトル案「仮面ライダー20（）」をもとに、「20」を「ZO」に見立てて正式タイトルが決定した。原作の石ノ森章太郎によれば、「Z」は究極あるいは無限大、「O」は原点という意味とのこと。
本作品は、原点回帰を大きな主題として制作された。ドラスとその配下の怪人が、監督の雨宮慶太が得意とする生物的なデザインになっているのに対し、ZOは石ノ森が生物を意識してベルトやブーツ・手袋などを排除し、体のラインや関節の継ぎ目が不自然にならないようにしたシンプルなデザインになっており、必殺技もパンチとキックのみで、その他の武器や能力は一切持っていないなど、仮面ライダー1号のオマージュとなっている。
なお、次回作『仮面ライダーJ』や前作『真・仮面ライダー 序章』と同様、平成に制作された作品であるが、『仮面ライダークウガ』以降のいわゆる「平成仮面ライダーシリーズ」には含まれていない。

## あらすじ
遺伝子工学の権威・望月博士に作り出された「ネオ生命体」ドラスは、より完成された生物になろうと、望月博士の息子・宏を誘拐し博士に手術を迫ることを目論む。
同じく望月博士によりバッタの遺伝子を組み込む改造手術を施された博士の助手・麻生勝は、謎の声に導かれ、宏の身を守るため行動を開始した。

## 登場人物
麻生 勝（） / 仮面ライダーZO
1968年2月7日生まれ。25歳。臨床遺伝子工学の権威・望月博士の助手として完全生物の開発のための研究を手伝っていたが、本編開始の4年前、博士の人体実験に利用され、改造手術を施されてしまった。
異形の存在となったことにショックを受けて茫然自失となり、博士の研究所を逃亡後、落雷に遭い、山奥の森の洞窟の中で4年間眠り続けていたが、オルゴールの音楽と共に「宏をネオ生命体から守れ」という謎のテレパシーを受信して覚醒する。
性格描写は映画版と小説版では感情を表に出さないやや寡黙な青年、島本和彦によるコミカライズ版では感情をダイレクトに表現する熱血漢となっている。
主人公であるにもかかわらず、劇中では名前を呼ばれていない。
島本和彦によるコミカライズ版では、人間としての暮らしができなくなった上にかつての恋人すらも殺してしまい、「どうせ生きていてもやることがない」との理由でドラスとの対決を決意。ナオミの特訓を受けたことで「仮面ライダー」としてドラスに挑む。

望月博士（）
42歳。臨床遺伝子工学の博士号を持つ世界的権威。4年前、自ら望月遺伝子工学研究所を構えて「感情などに惑わされない完全生物」ことネオ生命体の開発に乗り出す。
音楽を愛し、宏にその素晴らしさを伝えるなど、本来は温厚な良き父親だったが、やがて狂気に陥り生命倫理を失い、助手である麻生さえも実験台にした末、2年後に失踪。しかし実は、ネオ生命体の脅威的な成長に恐れをなして研究を中断しようとしたところ、すでに自我を発現させていたネオ生命体により廃工場の生体プールに融合させられて自由を奪われており、さらなる改造を迫られながらも、テレパシーで麻生に宏を守るよう訴え続けていた。
ZOを吸収したドラスに逆らって宏をかばったため、生体プールから引きずり出されたが、最後の力を振り絞って生体プールを破壊。これがZOの勝利につながったものの、すでに機械との融合なしでは生命を維持できなくなっており、涙を流しながら息を引き取る。
小説版で名は敏郎（）であると明かされている。同作品では妻を失った悲しみに耐えられず、それをもたらした「感情」を超越しようと考え狂気に染まっていったとされる。最後は自らの罪とドラスの抱いていた孤独を理解し、ZOに倒され少年の姿に戻ったドラスの亡骸を抱え、燃え盛る廃工場の中へ身を投じた。
島本和彦によるコミカライズ版ではより狂気が前面に出ており、ドラスがZOに苦戦する姿を前に、自身の最高傑作・ドラスが劣っているはずがないと、ドラスの要求を呑んで強化してしまう。だが、結局ドラスはZOに倒され、自身の追求した「完全」とは彼の「限界」に過ぎなかったことを悟り、研究が間違っていたことを認め、爆発する廃工場と運命を共にした。

望月 宏（）
望月博士の一人息子。11歳。産まれてすぐ母を亡くし、父も研究三昧の日々のため、祖父の清吉と2人暮らし同然に育った。狂気に走る前の父に贈られたオルゴール時計が宝物。
ネオ生命体に望月博士を脅迫するための人質として狙われ、そのネオ生命体から自分をガードするために現れたと称する麻生と絆を育む。事件が終わった後、去りゆく麻生から革ジャンを贈られた。
島本和彦によるコミカライズ版では出番がほとんどカットされている。

望月 清吉（）
宏の祖父。72歳。「二足歩行器」など、珍妙な発明を繰り返しては失敗する物好き博士として、町の名物となっているが、その陰では密かに息子である望月博士の行方を追い続けている。宏を狙うコウモリ男が現れた際には、電撃を発する棒を手にして駆けつけ、麻生が変身を解く瞬間を目撃。麻生にネオ生命体に関する研究書類を見せた。

玲子（）、黒田（）、西村（）、宮崎（）
宏の通う武道道場「東松館道場」に所属する先輩で、玲子は師範代。家族の少ない宏にとっては、良き兄・姉役といえる。

ナオミ
島本和彦によるコミカライズ版のオリジナルキャラクター。原作（映画）での玲子に相当する人物。クモ女に改造されていた恋人を正体を知らぬとは言え殺してしまった自責の念から自暴自棄に陥った麻生を叱咤し再起させ、その心身を鍛えた。

## 仮面ライダーZO
麻生勝が変身した、ネオ生命体実験体第1号。バッタの遺伝子を人間に組み込んだ「改造人間」で、有機的改造を受けているため、変身前でも常人の数倍のパワーと反射神経を有する。
変身後の姿はバッタを模しており、全身を濃緑色の強靭な外殻状生体装甲が覆い、その繋ぎ目を黄金の生物的ラインが駆け巡る。
ZOは、人間の肉体を基盤としたネオ生命体の試作型にあたる。望月博士の分析によれば、人間の肉体を使っているため、ドラスよりも未熟とされていたが、4年間の昏睡中に腹部のレッドコアが大自然のエネルギーを存分に吸収したことで、ドラスと対等に渡り合える戦闘能力やテレパシー能力など、博士の予想を上回るパワーの発揮が可能となった。
感情が高ぶると真紅の目が眩く発光し、口腔部分から3対の牙状器官クラッシャーが一時的に飛び出し、敵を威嚇すると同時に、抑えきれない怒りが「気」となって後頭部のスリットから放出される。
なお、彼に「仮面ライダー」の名を与えたのは宏である。
- 仮面ライダーBLACKと仮面ライダーBLACK RXを同一の存在として数えていた時期にはZOを仮面ライダー13号としていたが[出典 2]、『ネット版 仮面ライダーディケイド オールライダー超スピンオフ』で設定の整理が行われ、現在ではBLACKが11号、RXが12号、シンが13号、ZOが14号、Jが15号となっている。
- デザインについて石ノ森は、敵が生々しいのでシャープにしたと述べている[2]。全身のラインは殻の継ぎ目をイメージしており、マスク部分のラインも口吻としての機能を感じさせることを意図しているなど、生物的なイメージが取り入れられている[24]。腹部のレッドコアは、仮面ライダー1号・2号のタイフーンを生物的に処理したものである[2]。
- 撮影用スーツは、アップ用とアクション用の2種類が存在し、前者は撮影会の後にダークグリーンに改められた[14]。アクション用は胸部で分割されているが、アップ用は一体成型となっており、スーツアクターを務めた岡元次郎はアップ用ではスムーズな動きが難しかったと述べている[25]。スーツの製作時には岡元の石膏型をとっている[14]。
- マスクは、アップ用とアクション用のほかに、人が被らないギミック用が存在する[14]。クラッシャーのギミックは雨宮の要望により追加されたもので、雨宮は仮面ライダー1号に対する敬意であると述べている[21]。

### 変身プロセス
愛する者を守りたいという強い意志や、悪への強い怒りが麻生の心に生まれると、それが変身のためのエネルギーとなって放射され、大自然のエネルギーと融合して光を発し、麻生の全身を包み込むことでバッタの遺伝子が組み込まれた体内のメカニズムが反応し、ZOへと変貌する。
歴代ライダーと同様に変身ポーズが存在するが、ZOのそれはきわめて簡素であり、最終決戦でのみ披露された。変身ポーズは精神を昂揚させて集中するためのものであるため、不可欠なものではない。

### 能力（ZO）
肉体は、超至近距離でドラスのマリキュレイザーが直撃したにもかかわらず、表面が焦げ付く程度で済むほどの強度を誇る。自己再生能力も高く、傷口も短時間で治癒される。
打撃は厚さ20センチメートルの特殊合金をぶち抜き、蹴撃は打撃の約3倍もの威力を発揮する。走力はオリンピック選手の4倍以上、跳躍力は一跳び130メートルである。
必殺技はZOパンチ、ZOキック。発声は基本的に行わず、技を決める場合は咆哮する場合が多い。島本和彦によるコミカライズ版ではライダーパンチ、ライダーキックとなっており、特にライダーパンチは「命を捨てた男の放つ絶対ギリギリの瞬間のきらめき」と呼ばれ、コミカライズ版の重要なキーワードとして扱われている。

### Zブリンガー
大自然のエネルギーが生み出した、ZO専用のスーパーバイク。その姿は、バッタもしくはZO自身の姿を模している。
変身前の麻生は市販バイク（スズキ・バンディット400）に乗っているが、これがZOへの変身時に麻生の体から発散される大自然のエネルギーを受けて変形、Zブリンガーとなる。その際、エネルギーは緑色の炎のように揺らぎながら麻生とバイクを繭状に包み込み、Zブリンガーの装甲を形成する。
カウルは1,000度の高熱や100Gの衝撃にも耐える装甲で覆われ、ボディはビルの5階から落下しても無傷の頑丈さを誇る。50トンの90式戦車を跳ね飛ばすほどの突進・Zブリンガーアタックが必殺技で、この技でドラスとの初戦に白星を挙げた。
バイクに乗っての変身シーンは、仮面ライダー旧1号の変身を意識している。雨宮は、1号のように変身前後の映像を二重写しにしようとしていたが、時間の都合で見送られた。
撮影用車両
ベース車両はスズキ・GSX-R400R。走行性能を優先し、ベース車両のフォルムがほぼそのまま活かされている。
前半でのドラスを突き落とすシーンでは、ボール紙で作られたカウルを用いている。

### その他の登場作品
映画『仮面ライダーワールド』
仮面ライダーJと共にシャドームーンに率いられる怪人軍団と戦い、Jとのダブルキックを披露する。
映画『劇場版 仮面ライダーディケイド オールライダー対大ショッカー』
終盤に大ショッカーに苦戦するディケイドを助けるために登場し、戦闘シーンは短いもののXやストロンガーと共に向かって来る怪人たちを坂から落としていった。
映画『オーズ・電王・オールライダー レッツゴー仮面ライダー』
他の悪の組織を吸収し一大勢力となったショッカーを倒すべく、人々の思いを受けて他の主役ライダーたちと共に登場。仮面ライダー1号、2号、NEW電王、オーズを救い、原作でも戦ったドラスやスコーピオンイマジンと戦った。オーナーにより、映像作品で初めて「ZO」と呼ばれた。
ネット版『オーズ・電王・オールライダー レッツゴー仮面ライダー 〜ガチで探せ！君だけのライダー48〜』
「Type4. 静聴！20年ライダーの悲劇!!〜おとめ座O型の君へ〜」にメインゲストとして登場。
映画『仮面ライダー×スーパー戦隊 スーパーヒーロー大戦』
ゴーカイレッドによって他の仮面ライダー共々時空の狭間に消されていたが、終盤で他の仮面ライダーやスーパー戦隊と共に復活し駆け付け、大ショッカーや大ザンギャック（ショッカー・ザンギャック連合）と戦った。
映画『平成ライダー対昭和ライダー 仮面ライダー大戦 feat.スーパー戦隊』
物語開始時点ですでにロックシードに変えられていたが、終盤で復活。地下帝国バダンの怪人として登場したカメバズーカと戦った。平成ライダーとの最終決戦では、Jと共に仮面ライダークウガや仮面ライダーアギトと戦った。
映画『スーパーヒーロー大戦GP 仮面ライダー3号』
「歴史改変マシン」による歴史改変の影響を受けてショッカーに敗れたのちにショッカー首領に操られ、他のほぼ全ての主役ライダーと同じくショッカーライダーとして登場。終盤では洗脳が解け、正義の仮面ライダーとしてショッカーに立ち向かうが、ライダーロボの歴史改変ビームで消されてしまう。
映画『セイバー+ゼンカイジャー スーパーヒーロー戦記』
歴代主役ライダーや全スーパー戦隊のレッド戦士と共に、アスモデウスとの最終決戦に登場。
映画『仮面ライダー ビヨンド・ジェネレーションズ』
長年に渡ってジョージ・狩崎が研究を進め、完成させたクローンライダーの一体として登場。2071年の世界にやってきた新堂倫太郎の精神体がZOのアーマーと融合することでZOに変身し、デビルライダー軍団と戦った。
小説版『S.I.C. HERO SAGA MASKED RIDER ZO EDITION -ZO vs J-』
Jを取り込んで強化・復活したドラスに襲われた宏と再会。一度はレッドドラス究極態に敗れるも、地空人に救われ、Jが復活した後は共にドラスとフォッグ・マザーが合体したフォッグ・ドラスと戦う。

## ネオ生命体
望月博士によって生み出された完全生物。人間のように感情に左右されず、物事を怜悧に考え、ただ自らの強大なパワーを揮う無慈悲で凶悪な性質。
外見と高い知能に反して精神年齢は幼く、一人称は「僕」、望月博士を「パパ」、麻生（ZO）を「お兄ちゃん」、宏を「宏君」と呼ぶ。時々漏れる呼吸音のような音の他、声変わり前の少年のような甲高い声でしゃべる。
成長過程で自我に目覚め、人間を「感情に左右される二流の生物」と判断し、それを支配する「神」になろうと望むようになる。生命力の源である緑色の溶液で満たされた生体プールから出ると数時間しか生きられないため、これを克服する体質の再改造手術を行うよう望月博士に迫り、宏を拉致した。しかし一方で、望月博士を父親のように慕っており、望月博士を生体プールに融合させたのは博士の愛情を独占したいという意図もあってのことだった。
小説版ではよりはっきりと宏に羨望の感情を抱いていたと吐露しており、父親である望月博士からも拒絶されて生じた孤独感が全ての暴走の原因となっていたが、「家族」の暖かさを手に入れたいという彼の真の願いが叶えられ、救われることはなかった。
本体
直径15センチメートル程度の金属球。空中を浮遊しながら周囲の物質を分子分解・吸収し、様々に姿を変える。
高速で移動する際は球体から槍状に変形する。ドラスの姿からこの状態への変形も可能。

少年体
アジトの廃工場に突入してきたZOの前で、生体プールから出現した際の形態。円盤の表面に、宏に似た赤い瞳の少年の姿がレリーフ状に浮かんでいる。
小説版では、色白で中性的な容姿の幼い少年の姿でも行動する。
- 造形物は固定のものと、表情を変化させられるギミックを内蔵したものの2種類が用いられた。

### ドラス
ネオ生命体の本体にあたる球体がスクラップ置き場にあった廃材を分子分解し、再構成して作り出した戦闘用ボディ。破壊のみを追求した形態である。
ボディの一部が欠損しても、本体を破壊されない限り、周囲の物質を分子分解して取り込み、再生することができる。生体プールの外ではエネルギーが補給できないため、長時間の戦闘を行えないのが弱点。また、高圧電流にも弱く、電流攻撃を受けるとその部分が瞬間的に分子分解を起こし、欠損してしまう。
最終的にZOを体内に取り込むことによって、レッドドラスとも呼ばれる強化形態になり、望月博士に最後の改造を迫るが、博士が宏をかばったことに激怒し、ついに博士を生体プールから引きずり出してしまう。さらに宏を絞め殺そうとした瞬間、宏のズボンのポケットから落ちたオルゴール時計のメロディを聞いて精神に乱れが生じ、その隙に生体プールを望月博士に破壊され、宏の呼びかけで覚醒したZOと分離。続けざまに放たれたZOキックを受け、生体プールの側で消滅する。本体が失われたことで、ネオ生命体の意思も「パパ･･････」と言い残して消滅した。
- 企画段階ではシャドームーンのような「悪の仮面ライダー」として想定されていた[47]。
- 撮影用スーツはアップ用とアクション用が存在し、頭部のみ超アップ用も用意された[43]。一部のシーンではミニチュアを併用している[43]。
- 吸収して取り込むという行為は、他作品への登場時にもネオ生命体の特色として使われており、『HERO SAGA』や『仮面ライダー×仮面ライダー W&ディケイド MOVIE大戦2010』では、ZOではない個体を吸収することにより、レッドドラス以外への進化も行っている。小説版では、劇中でも描写されたアジトの壁に張り付く有機物はドラスの細胞に取り込まれた多くの生物の成れの果てであり、望月博士を含め生命の維持をドラスに依存する存在にされていた。

#### 能力（ドラス）
右肩の赤い球体からは分子破壊光線マリキュレイザーを放つ。目と連動した照準で、正確な狙撃・速射が可能。
尻尾・ドラステールは触手のように自在に動かせ、最大6メートルまで伸び、厚さ30センチメートルのコンクリートをも貫く。
腕は、分子分解の際に起こる分子爆発のエネルギーを利用し、ロケットアームとして射出できる。

#### その他の登場作品（ドラス）
映画『劇場版 仮面ライダーディケイド オールライダー対大ショッカー』
大ショッカーの怪人として登場。
映画『仮面ライダー×仮面ライダー W&ディケイド MOVIE大戦2010』
スーパーショッカーの主要怪人。スーパー死神博士からは「最強最悪の怪人」、仮面ライダーディエンドからは「邪悪な金属生命体」と呼ばれている。ダミー・ドーパントを吸収し、最強怪人アルティメットDに変身してディケイド、Wと戦った。
映画『オーズ・電王・オールライダー レッツゴー仮面ライダー』
ショッカーの怪人連合に参加。同じく怪人連合の怪人として登場したスコーピオンイマジンと共に仮面ライダーZOと戦った。
映画『仮面ライダー×スーパー戦隊 スーパーヒーロー大戦』
大ショッカーの怪人として登場。ゴーカイブルーをラリアットとパンチだけで変身解除に追い込むが、突然現れたゴーカイレッドにゴーカイガンで撃たれ爆死した。
映画『平成ライダー対昭和ライダー 仮面ライダー大戦 feat.スーパー戦隊』
地下帝国バダンの幹部怪人として登場。仮面ライダー響鬼と対決し音撃打で倒される。
小説版『S.I.C. HERO SAGA MASKED RIDER ZO EDITION -ZO VS J-』
仮面ライダーJを取り込み、ZOを吸収した時にはなかった8枚の緑の羽を背に生やし、Jパワーを扱えるようになったレッドドラスver.2、さらに巨大な砲門を胸と両肩に持つ究極態へと変貌する。Jと分離させられた後、機械獣母艦フォッグ・マザーの残骸を取り込んでフォッグ・ドラスとなるが、逆にフォッグ・マザーの干渉を受け、ドラスの意識は完全に消えてしまった。

### レッドドラス
ドラスがZOパンチによって貫かれた腹部の穴からZOを体内に取り込み、パワーアップした姿。より筋肉質な外見となり、体色が灰色を基調としたものから血のような赤色に、下顎が小さくなり、小さい赤色の目が巨大な黒い眼に、長く太い湾曲した触角がZOのように細く短くなっているなどの違いがある。
- 当初は登場の予定はなく、監督の雨宮の提案により追加された[51]。撮影用スーツはアップ用ドラスが撮影現場で改造された[51]。
- 劇中では特に名称はなく、資料によってレッドドラス[48]、赤ドラス[出典 5]、ドラス・パワーアップ体[48]、強化体[41][42]などと記載されている。

### その他のネオ生命体
ZOとの戦いでエネルギー不足に陥ったドラスが自身の細胞から生み出した2体のネオ生命体。

クモ女
クモの特徴を持つネオ生命体。小さなクモの姿で生まれた。人間の女性のような顔と乳房を持つ白い体色の巨大なクモの形態を成している。口から吐き出す高硬度の糸アラクノイドウェップが武器。また、蜘蛛の巣が張り巡らされた異空間の幻覚を作り出すことができ、クモ女を倒さない限りこの空間から脱出することはできない。
東松館から脱出した玲子と宏を異空間に引きずり込んで襲ったが、突入してきたZOに阻まれる。そのまま戦闘に突入し、細い手足からは想像もできない膂力で健闘したが、折れた手の爪を腹部に突き刺されて絶命、死骸は小さなクモに戻った。
- ドラスやコウモリ男と違い、ストップモーションアニメと操演のみで撮影されている。造形物は人間大のものとミニチュアのほか、表情用の上半身アップモデルも用いられた。

島本和彦版
麻生の恋人が、ドラスによりクモ女に改造され、ZOはそれを殺してしまう。
『仮面ライダーZO－闇の少年－』
宏の担任の先生がドラスの細胞から作られたクモに取り付かれ、誕生した怪物。一種の改造人間ともいえる。

コウモリ男
コウモリの特徴を持つネオ生命体。小さなコウモリの姿で生まれた。本来の目が退化しているため、両掌に付いている目や額の目で物を見ている。長い爪を伸ばして体の内部に格納されている巨大な翼を出現させ、親指以外の両手の8本の指を伸ばして羽根を支える骨格とすることで、時速500キロメートルで空を飛行することができ、コウモリだけでなく人間の姿に変身することもできる。宏の誘拐を使命としているため、戦闘能力は高くない。
逃げ込んだ宏を追って東松館を襲撃したが、ZOに苦戦し退散。直後クモ女を撃退したZOの前に再度現れ、宏をさらおうとしたが、Zブリンガーに乗ったZOとのチェイス戦の末失敗する。その後、街中で望月博士に変身して宏をおびき出し捕獲。救助に来たZOに対しては、宏に化けて騙し討ちを試みたが通用せず、首筋に噛みつくもののZOパンチで腹部を貫かれて死亡した。
- 撮影用スーツは1着のみで、飛行シーンでは1/2スケールのミニチュアが使用された。

島本和彦版
麻生の修行中、道場に匿われていた宏を誘拐する。しかし次に登場した際には、ドラスの基地に突入したZOによって一撃で殴り倒された。
『仮面ライダーZO－闇の少年－』
クモ女同様、人間がドラスに改造された存在である。

## キャスト
望月博士役に竹中直人、清吉役にいかりや長介を配するというキャスティング案があった。
- 麻生勝 / 仮面ライダーZO - 土門廣
- 玲子 - 森永奈緒美
- 黒田 - 大葉健二
- 西村 - 山下優
- 宮崎 - 榊原伊織
- 望月宏 - 柴田翔平
- ネオ生命体の声 - 湯沢真伍
- 望月博士 - 佐々木功
- 望月清吉 - 犬塚弘

### スーツアクター
ドラス役は、当初演じていた横山一敏が『特捜ロボ ジャンパーソン』へ参加するため、途中で高岩成二に交代した。ZO役の岡元次郎と高岩は、後に平成仮面ライダーシリーズで対決シーンを演じることも多く、本作品がその最初とされる。
- 仮面ライダーZO[出典 6]、ドラス[25][注釈 7] - 岡元次郎
- ドラス[出典 7] - 横山一敏
- ドラス[出典 8] - 高岩成二
- コウモリ男[65][43] - 宮崎剛、中川清人[注釈 8]
- その他 - 中川素州[66]

## スタッフ
- 製作 - 山科誠、渡邊亮徳
- 原作 - 石ノ森章太郎
- 企画 - 村上克司（バンダイ）、吉川進
- プロデューサー - 渡辺繁・久保聡（バンダイビジュアル）、堀長文、角田朝雄
- 脚本 - 杉村升
- 音楽 - 川村栄二
- 撮影 - 松村文雄
- 美術 - 高橋昭彦
- 照明 - 才木勝
- 編集 - 菅野順吉
- 録音 - 太田克己
- 助監督 - 古庄淳一
- キャスティング - 酒井福夫
- 製作主任 - 富田幸弘
- キャラクターデザイン - 雨宮慶太
- キャラクター造型 - レインボー造型企画、前沢範
- クリーチャースーパーバイザー - 竹谷隆之
- 特殊技術 - 國米修市
- ビジュアルエフェクトスーパーバイザー - 松本肇
- 技闘補 - 村上潤（ジャパンアクションクラブ）
- 記録 - 安藤豊子
- 助監督 - 柏渕亘、黒木浩介、松田康洋
- 撮影助手 - 三重野聖一郎、佐藤剛、石山一三、柴田守、川口健太郎
- 特機 - 加藤勝
- 美術助手 - 小林巧、寺井雄二、石黒昭一郎、高橋勲、小林牧子
- 装飾 - 小林和美、羽島幸博、松下仁亮、佐藤廊亮
- 小道具 - 中村豊
- 特殊技術助手 - 松本一英、渡辺直樹
- 装置 - 土居清雄
- 背景 - 植田義明
- セット付 - 倉林幸夫
- カースタント - 武士レーシング
- ヘアー・メイク - 住吉美加子
- 衣裳 - 大掛裕子
- 編集助手 - 田熊純、奥洋子
- ネガ編集 - 長田直樹
- 選曲 - 金成謙二
- 音響効果 - 森賢一
- 進行助手 - 原田良晴、菅原太
- 造型スタッフ
  - クリーチャー造型 - 高柳祐介、BADGE
  - クリーチャーモーションメカニカルデザイン - 高山克彦
  - クリーチャーバックアップクルー - 高橋雅人、鬼頭栄作、岡伸行、金牧靖志
  - クリーチャー造型助手 - 須田哲生、椋梨浩之
  - 人形アニメーション - 小杉和次、折笠誠、島崎恭一
- ビジュアル・エフェクトスタッフ
  - アニメーション エフェクト - 橋本満明、沖満
  - マットアート - 上遠野恵介
  - コンピューター グラフィックス - 篠原保
  - ロトスコープ - 進藤智子
  - エフェクト撮影 - 杉木信章、長部恭平
  - CG出力 - 富士プレゼンテック株式会社
- 音楽プロデューサー - 峰松毅（アポロン）
- 宣伝 - 茂木俊之、大西弘行、吉田啓昭、入瀬和子
- クリーチャーコーディネート - 有限会社クラウド
- 特殊美術 - 特殊美術GAM
- 現像 - 東映化学
- 協力 - 東京日産自動車販売株式会社、オガワモデリング ほか
- アクション監督 - 金田治（ジャパンアクションクラブ）
- 企画協力 - バンダイビジュアル
- 製作協力 - 東映東京撮影所
- 監督 - 雨宮慶太
- 製作 - 東映、東映ビデオ、バンダイ

## 音楽
主題歌「愛が止まらない」
作詞 - 大津あきら / 作曲・編曲 - 川村栄二 / 歌 - INFIX
挿入歌「微笑みの行方」
作詞 - 大津あきら / 作曲・編曲 - 川村栄二 / 歌 - INFIX

## 制作

### 企画の成立
1992年2月にオリジナルビデオとして制作・発売された『真』の売れ行きが好調だったことから成立した企画である。『真』の続編とする案や仮面ライダー1号からBLACK RXまでが登場する娯楽大作とする案なども存在していたが、最終的に新たな仮面ライダーの単独作品となった。
当時の東映ビデオ社長・渡邊亮徳とバンダイビジュアル社長・山科誠の協同企画案を、マルチ・キャンペーンによる興行力の増幅策推進を条件に、東映社長・岡田茂がいち早く製作に踏み切った。岡田は1992年9月のインタビューで、「今は映像が末広がりで商売になると、商社なんかが儲かる手口を研究しているけど、映画そのものはあんまりよく判らず、投資対象、商売対象として手掛けてみようというようなところと組んでも東映としては意味がない。映画を製作してお互いちゃんと儲けて分の立つことをやろうというところとじゃないと僕は提携したくない。来年の5月にはバンダイの山科君と組んで『仮面ライダー』の新作を出すことに決めている。バンダイはキャラクター商品をリフレッシュして大量販売を狙って力を入れるわけだし、東映は事前にプロモーションの一環として、映像事業部が『仮面ライダー・ワールド』を全国展開するというように、お互い組むことで、両社の総合戦略でゴールデンウイークの一大イベント化しようと、これは組んで意味があることだから、早く決めようというので公開一年前のこの春、『よしやろう』と決めたんだ」、1993年6月のインタビューでは「『仮面ライダーZO』の製作は社内でも抵抗があったんだが、オレが『ダメだ、やれ』とゴールデンウイーク興行を強行させたんだ」などと述べている。
当時、東映のゴールデンウイーク興行は、1991年の『本気!』『シャイなあんちくしょう』の2本立てが配収1億5,000万円、1992年の『赤と黒の熱情』も配収2億円に届かずと、2年連続で悲惨な状況に追い込まれていたため、岡田の「やっぱり子ども狙いが確か」という判断により、この年1993年のゴールデンウイーク興行に本作品を据えた。
製作の正式決定は1992年3月。映画、テレビ、催事、物販など、各分野の機能を有機的に結び付け、その相乗効果を興行に及ぼすというマルチ・キャンペーンを実施するためには早期の製作決定が必要だった。
映像に対する並々ならぬ意欲を燃やしていた山科は、1992年8月24日付けでバンダイメディア事業本部を販売子会社・バンダイビジュアルに譲渡し、企画から販売まで映像事業を一元化し、映画への積極的投資を打ち出した。
「20周年記念作品だから単独作品として公開すべき」との声があったが、興行面でのリスクを考慮して「東映スーパーヒーローフェア」と銘打ち、スーパー戦隊シリーズ『五星戦隊ダイレンジャー』やメタルヒーローシリーズ『特捜ロボ ジャンパーソン』の各劇場版と併映された。そのため、当初の想定していた90分前後より短い48分という尺に物語を詰め込んでおり、かなり展開が駆け足になってしまっているが、雨宮としては、尺が短いからこそ幕の内弁当のようにギッシリ詰め込みたかったそうである。

### 撮影開始まで
企画に際し、最初に石ノ森が提出したシノプシスは『天空の騎士』というタイトルで、宇宙から飛来したライダーというストーリー展開であったが、撮影スケジュールや予算面の都合から不採用となる。その後、雨宮に撮影の指揮、脚本家の杉村升にシナリオ面の指揮がそれぞれ委ねられ、最終的には従来の作品のように大規模な「悪の組織」が登場しない、1人の科学者によって作り出された生命体同士の対決という、非常にスケールの小さな物語としてストーリーラインが完成した。
演出面では、前述した「特撮の幕の内弁当」という意図のもと、CG・操演・モデルアニメーション・ワイヤーアクションなど、多様な表現が用いられた。撮影されたが尺の都合でカットされたシーンの一部は、DVD・Blu-rayの映像特典に約15分間のダイジェスト映像としてまとめられている。
制作費は3億円で、この話を聞いたアメリカの映画関係者は「なんであれだけのものが、そんな低予算で作れるのか」と驚いたという。
1992年11月19日に製作が開始され、同年12月20日に撮影が完了、1993年2月3日に完成された。

### スタッフ・キャスト
雨宮にとっては、本作品が初の全国公開作品である。雨宮は、初代『仮面ライダー』をリアルタイムで視聴していたと公言する大ファンで、企画当初は1号ライダー（仮面ライダー1号）＝本郷猛を主人公とした物語にしたいと考えていたという。諸般の事情からその考えは実現できなかったものの、本郷のような「頼りがいのあるお兄さん」のイメージとして土門廣をキャスティングしたという。
音楽は、『仮面ライダーBLACK』『仮面ライダーBLACK RX』を手掛けた川村栄二が担当。川村の起用は、東映プロデューサーの吉川進の推薦によるものであった。当時、川村は『五星戦隊ダイレンジャー』にも起用されており、作業は並行して行われた。

## 評価
全国200館で公開され、観客は100万人を動員、配収4億5,000万円を上げ、岡田は「『仮面ライダーZO』が1993年4月邦画のナンバーワンになったわけだろ。この現実…。『仮面ライダーZO』がよかったか、悪かったか、議論があるが、とにかくこの種のもの狙って凌ごうということでな。年寄り狙いのもの（『動天』『福沢諭吉』など）をたまにやるのもいいが、当てるのは大変だから、当分は徹底して、幼児、ローティーン狙いで着実に稼ぐことを考えるよ。17～18歳から20代のヤングがビデオに取られちゃったんだから、子ども狙いに力を注ぐ。これが一番稼ぎがいいんだから。正月、春、夏、全部マンガで押すという形をどんどんやらせるよ」、「映画を取り巻く状況が変わって、ウチも数年ズーッと低迷を続けて来ているのいうのが現状。そこで、思い切って子供路線に転換というのが現在です。色々言われるが、子供路線があるじゃないかと、ウチもまだ生きられるということ。製作・配給・ビデオ、どういう組み方したら東映のメリットになるか、相乗的に相互補完的に協業の実を上げようということです。ヤング・ターゲットのビデオの考え方も取り入れ、子供観客中心にね。確実に儲けを確保する以外、いまの構造的な映画不振、凌ぐ道はないやね。子供路線といっても色々あるから、まあ20歳以下のお客対象にモノを考えるということ。大人もの? ふざけるな、来やしねえじゃないか、なんぼやっても来ねえものやるバカ、何処にいるかということです。全番組子供向けにしてもいいんだよ。大人向きの映画是非やらせてくれというから、損せんように身を削って考えたものなら許可してるだけです」などと話した。
本作品公開後に次の劇場用ライダー新作の企画が開始された際、雨宮は本作品の続編を提案している。一緒に提出されたZOの新デザインは手足が銀色になり赤いマフラーやベルトを身に付けた、いわばZO強化案というべきものになっていた。しかし、結果的に新作は『仮面ライダーJ』となっている。

## 他媒体展開
本作品は、原作（映画）・コミカライズ版・小説版でまったく話の方向が違うことが大きな特徴として挙げられる。望月博士によって生み出されたZOとドラスの戦いという点はいずれも変わらないが、宏と麻生の交流を主軸にした原作、作者の作風の影響か麻生が心の弱さや力不足を特訓で克服していく熱血な要素の強いコミカライズ版、逆に「家族」をテーマに宏・望月・ドラスそれぞれの内面描写に大きく力を入れた小説版、といった具合である。

### 映像ソフト化
すべて、バンダイビジュアルよりリリースされている。
- 1993年10月11日にビデオ（VHS、セル・レンタル共通）とLD（セルのみ）が発売[59]。
- 2003年12月21日にDVD版が発売。
- 2015年12月24日に Blu-ray版が、本作品を含め実写版仮面ライダー全3作品を収録したオムニバス盤『仮面ライダー:真・ZO・J Blu-ray Disc BOX』と題し発売[80]。映像特典としてアニメ『仮面ライダーSD』のHDリマスター版も収録。

### 小説
『仮面ライダーZO－闇の少年－』
小学館スーパークエスト文庫から1993年5月に刊行された射口巌によるノベライズ。サブタイトルのモチーフになっているドラスを初めとして登場人物の心理が映画版より細かく描写されており、他、細部の設定、ならびに結末も映画版とはやや異なったものになっている。
『S.I.C. HERO SAGA MASKED RIDER ZO EDITION -ZO vs J-』
本作品と『仮面ライダーJ』のクロスオーバー作品。仮面ライダーJと共にフォッグ・ドラスと戦った。ドラスが仮面ライダーJを取り込んだレッドドラスver.2やフォッグを取り込んだフォッグ・ドラスも登場した。

### 漫画
島本和彦版
島本和彦によるコミカライズが、「月刊少年キャプテン」（徳間書店）1993年5月号から7月号まで掲載された。1993年、島本が手掛けた『仮面ライダーBlack PART⊗ イミテーション・7』（『仮面ライダーBlack』および『仮面ライダーBLACK』の外伝的ストーリー。「週刊少年サンデー30周年記念増刊号」（小学館）初出）を併録した単行本が徳間書店より発売され、続いて1999年に一部に加筆を施して双葉社から再販。2012年には新たな後書きを加え『仮面ライダーZO 完全版』として再び再販された。
話の流れや登場人物こそほぼ同じであるものの、本質的な部分で島本らしい改変がなされていて映画とは全く別の作品と言える。
青木たかお版
青木たかおによるコミカライズが、「てれびくん」（小学館）1993年2月号から11月号まで掲載された。ZOへの変身は改造ではなくウイルスによるものとなっているが、2月号から7月号までの前半はドラスとZOとの攻防となっており、細かい設定以外は映画と同じストーリーとなっている。しかし、8月号からの後半は仮面ライダーBLACK RXに変身する南光太郎が先輩として登場。RXと協力してシャドームーンに憑依したジャーク将軍と闘うオリジナルストーリーとなっている。
塚田秀一郎版
塚田秀一郎によるコミカライズが、立風書房「仮面ライダーZO大百科」に掲載された。

### テレビスペシャル
『闘え！ぼくらの仮面ライダー 〜最強のライダーZO誕生!!〜』
公開前の3月27日にTBSの17時〜17時30分の枠で放映された。TBS系で仮面ライダーシリーズが放送されたのは、バラエティやクイズ番組で映像の一部を使用したものや再放送を除くと、この番組が最後となった。同時間帯では翌週から円谷プロダクション制作の『電光超人グリッドマン』がスタートした。
出演
- 石ノ森章太郎
- 池谷幸雄
- 土門廣

ナレーター
- 政宗一成

### ゲーム
メガCD用ゲームソフト『仮面ライダーZO』
1994年5月13日に東映ビデオからリリースされたゲーム化作品。メディアはCD-ROM。ゲームの内容は映画本編の映像を利用したリアルタイムアクション＋アドベンチャーで、戦闘シーンなどにおいて画面上に表示されるサインに従いキー入力を行い、指示通りの入力をタイミングよく行えば先に進めるというもので、アーケードゲームのLDゲームと同様のゲームシステムである。ゲームの進め方によっては劇場公開作品では削除されたシーンを見ることも可能。
ゲーム制作は、『タイムギャル』『サンダーストームFX』『ロードブラスターFX』『忍者ハヤテ（日本未発売）』など、アーケード用LDゲームをメガCDでリリースしたという実績を持つウルフ・チームが請け負った。

### 他映画
『仮面ライダーワールド』
本作品と『仮面ライダーJ』のクロスオーバー作品。仮面ライダーZOが登場。
『劇場版 仮面ライダーディケイド オールライダー対大ショッカー』（2009年8月8日公開）
『仮面ライダーディケイド』の映画作品。仮面ライダーZOとドラスが登場。
『仮面ライダー×仮面ライダー W&ディケイド MOVIE大戦2010』（2009年12月12日公開）
『仮面ライダーW』と『仮面ライダーディケイド』のクロスオーバー作品。ドラス（ネオ生命体）が登場。
『オーズ・電王・オールライダー レッツゴー仮面ライダー』（2011年4月1日公開）
『仮面ライダーオーズ/OOO』と『仮面ライダー電王』をメインとしたクロスオーバー作品。仮面ライダーZOとドラスが登場。
『セイバー+ゼンカイジャー スーパーヒーロー戦記』（2021年7月22日公開）
仮面ライダー50周年×スーパー戦隊45作品記念映画。『仮面ライダーセイバー』と『機界戦隊ゼンカイジャー』をメインとしたクロスオーバー作品。仮面ライダーZOが登場。
『仮面ライダー ビヨンド・ジェネレーションズ』（2021年12月17日公開）
仮面ライダー50周年記念映画。『仮面ライダーリバイス』と『仮面ライダーセイバー』をメインとしたクロスオーバー作品。仮面ライダーZOが登場。
スーパーヒーロー大戦シリーズ
いずれも仮面ライダーシリーズとスーパー戦隊シリーズのクロスオーバー作品。
『仮面ライダー×スーパー戦隊 スーパーヒーロー大戦』（2012年4月21日公開）
仮面ライダーZOとドラスが登場。
『平成ライダー対昭和ライダー 仮面ライダー大戦 feat.スーパー戦隊』（2014年3月29日公開）
仮面ライダーZOとドラスが登場。
『スーパーヒーロー大戦GP 仮面ライダー3号』（2015年3月21日公開）
仮面ライダーZOが登場。